# Daniel Pauly
Daniel Pauly (París, 2 de mayo de 1946) es un biólogo marino y profesor universitario franco-canadiense reconocido como uno de los principales especialistas del mundo en recursos marinos.

## Biografía
Nacido en 1946 en París, hijo de madre francesa de clase trabajadora y militar estadounidense, se crio en una familia suiza de habla francesa que lo trató como un sirviente. Pudo formarse en Alemania y obtuvo su doctorado finalmente en la Universidad de Kiel (1979). Luego se trasladó a Filipinas, al Centro Internacional para la Gestión de los Recursos Acuáticos Vivos (Center for Living Aquatic Resources Management - ICLARM), donde desarrolló la base de datos más grande del mundo sobre la biodiversidad marina: FishBase, con más de treinta y cinco mil especies de peces catalogadas.
En 1994 empezó a trabajar como profesor del Instituto para los Océanos y la Pesca de la Universidad de Columbia Británica en Vancouver, Canadá. En 1999, puso en marcha el proyecto 'Sea Around Us', que tiene por objeto trazar un mapa de las capturas pesqueras en todos los océanos para poder estudiar el impacto de la pesca en las poblaciones de peces marinos. Pauly es autor o coautor de más de un millar artículos científicos, capítulos de libros y contribuciones en otras publicaciones, así como de varias obras científicas y de divulgación. Entre estas se encuentran Five Easy Pieces: The Impact of Fisheries on Marine Ecosystems y In a Perfect Ocean: The State of Fisheries and Ecosystems in the North Atlantic Ocean, junto con Jay Maclean.
Pauly es University Killam Professor, la más alta distinción de la Universidad de Columbia Británica. En 2003, se convirtió en director del Centro de Pesca de Vancouver y fue nombrado uno de los 50 científicos más influyentes del momento por la revista Scientific American. En 2005 recibió el Premio Internacional Cosmos de Investigación Ecológica en Japón, en 2006 el Premio Volvo de Medio Ambiente en Suecia, en 2007 el Premio a la Excelencia en Ecología en Alemania, en 2008 el Premio Ramón Margalef de Ecología y Ciencias Ambientales y en 2019 el Premio Fundación BBVA Fronteras del Conocimiento en Ecología de la Conservación, junto a Carlos M. Duarte y Terence Hughes en España, por «sus contribuciones seminales al conocimiento de los océanos y sus esfuerzos por proteger y conservar la biodiversidad marina y los servicios de los ecosistemas oceánicos en un mundo en rápido cambio».
El Dr. Pauly ha recibido numerosos premios y distinciones internacionales, incluidos ocho doctorados honorarios de universidades de Europa y Canadá. Desde 2003, es miembro de la Royal Society of Canada.